# Juknevičienė
Juknevičienė ist ein litauischer weiblicher Familienname, abgeleitet vom Familiennamen Juknevičius.

## Personen
- Ona Juknevičienė (* 1955), Politikerin
- Rasa Juknevičienė (* 1958), Politikerin und Kinderärztin